# Okres Bregenz
Okres Bregenz (německy Bezirk Bregenz) je jedním ze čtyř správních okresů v rakouské spolkové zemi Vorarlbersko. Jeho okresní hejtmanství se nachází ve městě Bregenz. 
Okres má rozlohu 863,36 km² a žije zde 136 107 obyvatel (k 1. 1. 2022).
Na severu a severovýchodě hraničí s německým Bavorskem, na východě s tyrolským okresem Reutte, na jihu s okresem Bludenz, na jihozápadě s okresem Feldkirch a na západě s okresem Dornbirn a se švýcarským kantonem St. Gallen.

## Správa
Okres Bregenz tvoří 40 obcí, z nichž jedna je městem a dalších pět jsou městyse. Pod správu okresu spadají mimo jiné Bregenzský les, údolí Leiblachtal, údolí Kleinwalsertal, region Hofsteig, části Rýnského údolí v okolí delty Rýna a okolí Bodamského jezera.
Na začátku roku 2022 byl Gernot Längle jmenován budoucím nástupcem současného okresního hejtmana Elmara Zecha, s nástupem do funkce 1. května 2022.

## Jazyková oblast
Okres Bregenz patří do dolnoalmanské jazykové oblasti s několika prvky vysoké alemanštiny, které svědčí o středověké migraci Walserů. Dolnoalmanské dialekty jeho obyvatel mohou také někdy znít švábsky, například kvůli používání zdrobněliny „-le“ ve slovech jako „Hüsle“ („domeček“, švábsky „Häusle“).

## Města a obce
Údaje o populaci jsou platné k 1. lednu 2022.
| Obec               | Poloha | Počet obyv. | km²   | Obyv./ km² | Soudní okres | Oblast         | Typ obce | Foto |
| ------------------ | ------ | ----------- | ----- | ---------- | ------------ | -------------- | -------- | ---- |
| Alberschwende      |        | 3209        | 21,15 | 152        | Bregenz      | Bregenzský les | Obec     |      |
| Andelsbuch         |        | 2653        | 19,56 | 136        | Bezau        | Bregenzský les | Obec     |      |
| Au                 |        | 1802        | 44,91 | 40         | Bezau        | Bregenzský les | Obec     |      |
| Bezau              |        | 2030        | 34,41 | 59         | Bezau        | Bregenzský les | Městys   |      |
| Bildstein          |        | 806         | 9,15  | 88         | Bregenz      | Rýnské údolí   | Obec     |      |
| Bizau              |        | 1127        | 21,08 | 53         | Bezau        | Bregenzský les | Obec     |      |
| Bregenz            |        | 29300       | 29,50 | 993        | Bregenz      | Rýnské údolí   | Město    |      |
| Buch               |        | 591         | 6,15  | 96         | Bregenz      | Rýnské údolí   | Obec     |      |
| Damüls             |        | 332         | 20,91 | 16         | Bezau        | Bregenzský les | Obec     |      |
| Doren              |        | 1045        | 14,18 | 74         | Bregenz      | Bregenzský les | Obec     |      |
| Egg                |        | 3638        | 65,37 | 56         | Bezau        | Bregenzský les | Městys   |      |
| Eichenberg         |        | 413         | 11,59 | 36         | Bregenz      | Leiblachtal    | Obec     |      |
| Fußach             |        | 3925        | 11,50 | 341        | Bregenz      | Rýnské údolí   | Obec     |      |
| Gaißau             |        | 1897        | 5,32  | 356        | Bregenz      | Rýnské údolí   | Obec     |      |
| Hard               |        | 13792       | 17,46 | 790        | Bregenz      | Rýnské údolí   | Městys   |      |
| Hittisau           |        | 2064        | 46,68 | 44         | Bezau        | Bregenzský les | Obec     |      |
| Höchst             |        | 8247        | 20,16 | 409        | Bregenz      | Rýnské údolí   | Obec     |      |
| Hörbranz           |        | 6631        | 8,74  | 759        | Bregenz      | Leiblachtal    | Městys   |      |
| Hohenweiler        |        | 1352        | 8,45  | 160        | Bregenz      | Leiblachtal    | Obec     |      |
| Kennelbach         |        | 1839        | 3,20  | 576        | Bregenz      | Rýnské údolí   | Obec     |      |
| Krumbach           |        | 1082        | 8,71  | 124        | Bezau        | Bregenzský les | Obec     |      |
| Langen bei Bregenz |        | 1531        | 21,88 | 70         | Bregenz      | Rýnské údolí   | Obec     |      |
| Langenegg          |        | 1163        | 10,47 | 111        | Bezau        | Bregenzský les | Obec     |      |
| Lauterach          |        | 10351       | 11,92 | 869        | Bregenz      | Rýnské údolí   | Městys   |      |
| Lingenau           |        | 1557        | 6,89  | 226        | Bezau        | Bregenzský les | Obec     |      |
| Lochau             |        | 6422        | 10,27 | 626        | Bregenz      | Leiblachtal    | Obec     |      |
| Mellau             |        | 1257        | 40,55 | 31         | Bezau        | Bregenzský les | Obec     |      |
| Mittelberg         |        | 5132        | 96,82 | 53         | Bezau        | Bregenzský les | Obec     |      |
| Möggers            |        | 557         | 11,45 | 49         | Bregenz      | Leiblachtal    | Obec     |      |
| Reuthe             |        | 700         | 10,24 | 68         | Bezau        | Bregenzský les | Obec     |      |
| Riefensberg        |        | 1063        | 14,85 | 72         | Bregenz      | Bregenzský les | Obec     |      |
| Schnepfau          |        | 478         | 16,53 | 29         | Bezau        | Bregenzský les | Obec     |      |
| Schoppernau        |        | 938         | 47,64 | 20         | Bezau        | Bregenzský les | Obec     |      |
| Schröcken          |        | 210         | 23,43 | 9          | Bezau        | Bregenzský les | Obec     |      |
| Schwarzach         |        | 3933        | 4,91  | 801        | Bregenz      | Rýnské údolí   | Obec     |      |
| Schwarzenberg      |        | 1840        | 25,76 | 71         | Bezau        | Bregenzský les | Obec     |      |
| Sibratsgfäll       |        | 445         | 29,20 | 15         | Bezau        | Bregenzský les | Obec     |      |
| Sulzberg           |        | 1856        | 23,05 | 81         | Bregenz      | Bregenzský les | Obec     |      |
| Warth              |        | 175         | 19,34 | 9,1        | Bezau        | Bregenzský les | Obec     |      |
| Wolfurt            |        | 8724        | 10,00 | 872        | Bregenz      | Rýnské údolí   | Městys   |      |